# فيليب في. توبياس
فيليب في. توبياس (بالإنجليزية: Phillip V. Tobias)‏ هو مؤرخ عصور ما قبل التاريخ وأستاذ جامعي وطبيب وعالم إنسان جنوب أفريقي، ولد في 14 أكتوبر 1925 في ديربان في جنوب أفريقيا، وتوفي في 7 يونيو 2012 في جوهانسبرغ في جنوب أفريقيا.